# Quốc kỳ Chile
Quốc kỳ Chile (tiếng Tây Ban Nha: Bandera de Chile) là một lá cờ bao gồm hai dải ngang không đồng đều màu trắng và màu đỏ và một hình vuông màu xanh cùng một chiều cao như những dải màu trắng ở bang, mà mang một ngôi sao năm cánh màu trắng ở trung tâm. Nó đã được thông qua ngày 18 tháng 10 năm 1817.

1812-1814
1817-1818